# Éclipse solaire du 13 juillet 2018
L'éclipse solaire du 13 juillet 2018 est la 12e éclipse partielle du XXIe siècle. 

## Zone de visibilité

Carte animée de l'éclipse du 13 juillet 2018.

Elle fut visible que des zones côtières de l'Antarctique oriental et d'une partie du Sud de l'Australie, de la Tasmanie et quelques îles comme l'île Stewart.